# ОШ за заштиту вида „Драган Ковачевић” Београд
Основна школа за заштиту вида „Драган Ковачевић” једна је од основних школа у Старом граду. Основана је 1954. године, налази се у улици Шафариковој 8, а име носи по Драгану Ковачевићу, учеснику Народноослободилачке борбе.

## Историјат
Године 1954. у ОШ „Радоје Домановић” у Шафариковој 8 основана су два комбинована одељења за ученике са оштећеним видом, на иницијативу професора Ивана Станковића. Њихови први учиљељи били су Радмила и Ђорђе Жутић, родитељи српског глумца Милоша Жутића.
У одељења се уписивао све већи број слабовидих ученика, па се родила идеја о оснивању специјалне школе за ученике са оштећеним видом. Наредних година, тифлопедагози Радмила и Ђорђе Жутић ишли су по школама и прикупљали децу која имају тешкоће у учењу, а наставничком кадру придружују се Анка Антић и Станика Ковачевић. Након доласка Обрена Бендераћа за директора ОШ „Радоје Домановић”, поклања се све већа пажња одељењима са слабовидим ученицима. Након тога, отвара се кабинет за плеотики и ортооптику, а 1970. године формира се осам одељења од првог до осмог разреда ученика са оштећеним видом и стиче се услов за отварање прве школе на Балкану за заштиту вида.
На иницијативу Скупштине општине Стари град, одлуком која је донета 28. децембра 1970. године, школу је основала Скупштина града Београда, а она је добила назив по Драгану Ковачевићу, синовцу Саве Ковачевић, који је погинуо током Битке на Сутјесци 1943. године. У оквиру школе формирала се Комисија за професионално усмеравање деце са оштећеним видом. Први вд директор школе била је Анка Антић, а први директор Станика Ковачевић. Од 2006. године, поред слабовидих ученика, школу уписију и деца са тешким облицима хроничких обољења и трајније нарушеним здравственим стањем.

## Галерија
- Основна школа за заштиту вида „Драган Ковачевић”
- Табла са натписом
- Улаз у школу
- Биста у дворишту школе